# خزامى مسننة
الخزامى المسننة  أو حلحال (باللاتينية: Lavandula dentata) نوع نباتي يتبع جنس الخزامى من الفصيلة الشفوية.

## البيئة والانتشار
موطنه بلاد الشام والمغرب العربي وإسبانيا.

## الوصف النباتي
نبات عشبي معمر.

## مرادفات للاسم العلمي
- (باللاتينية: Stoechas dentata (L.) Mill.)
- (باللاتينية:   							 							 								 								 									 								 								Lavandula dentata var. vulgaris Ging., des. inval.)

## معرض صور

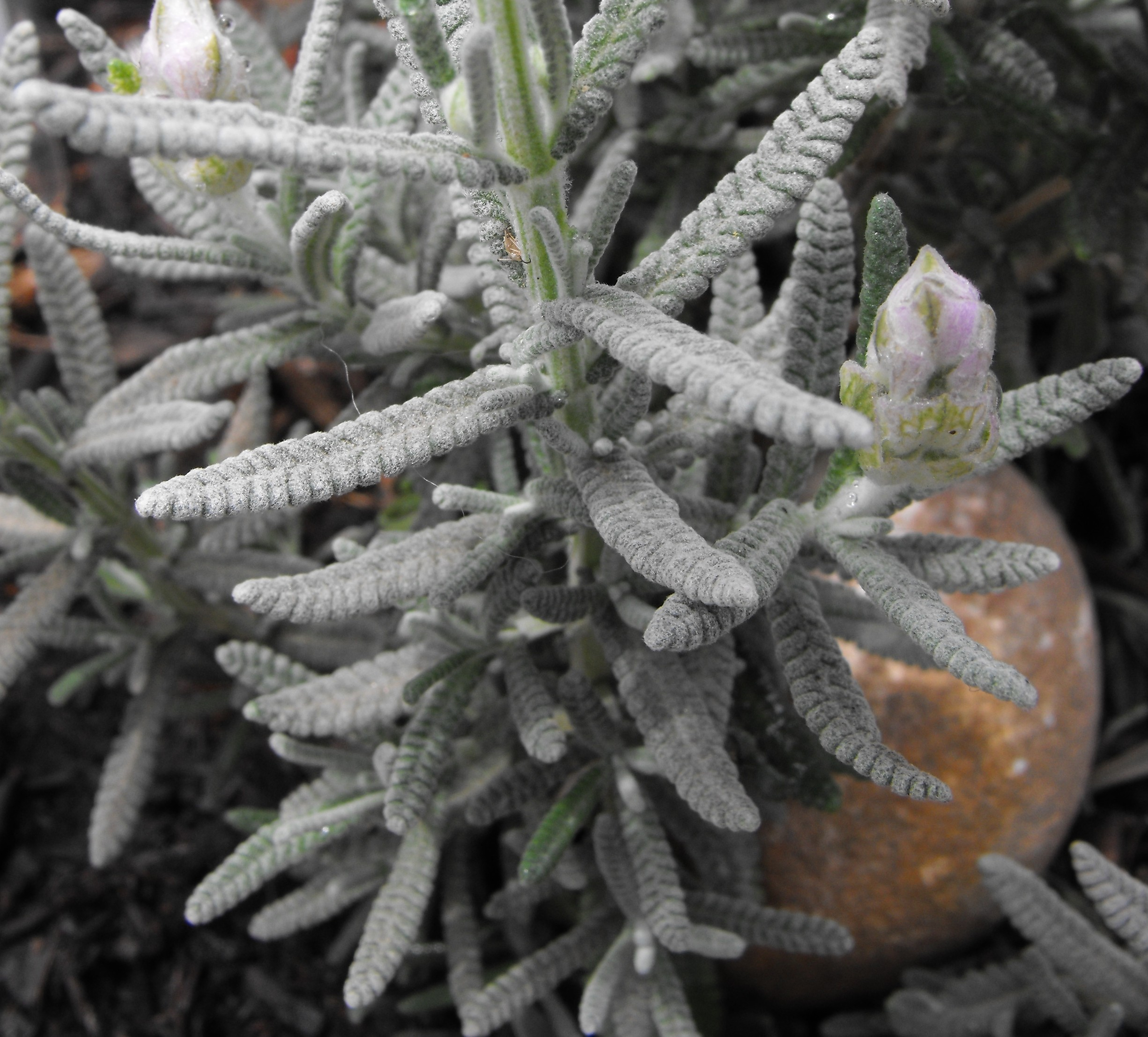
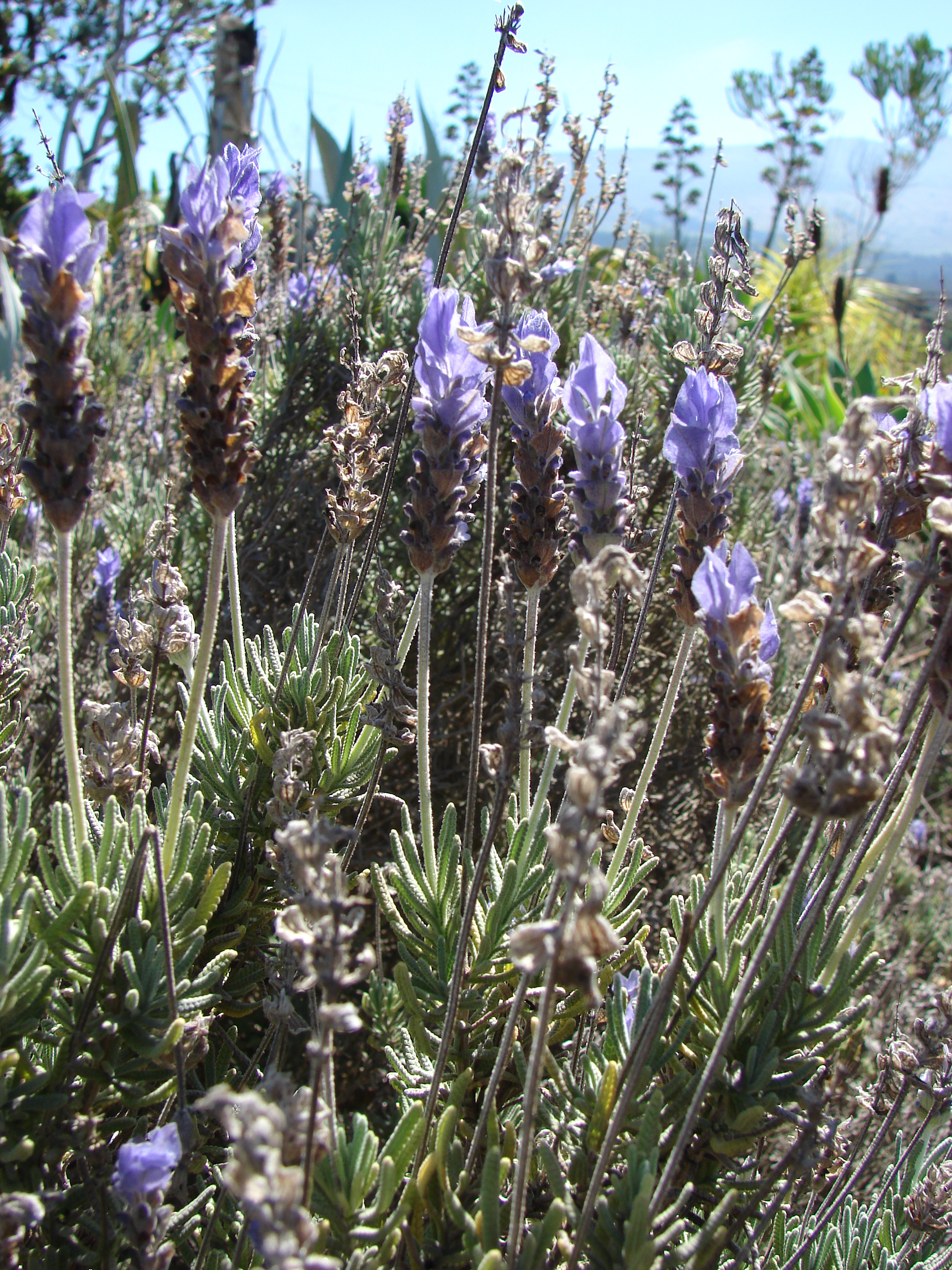
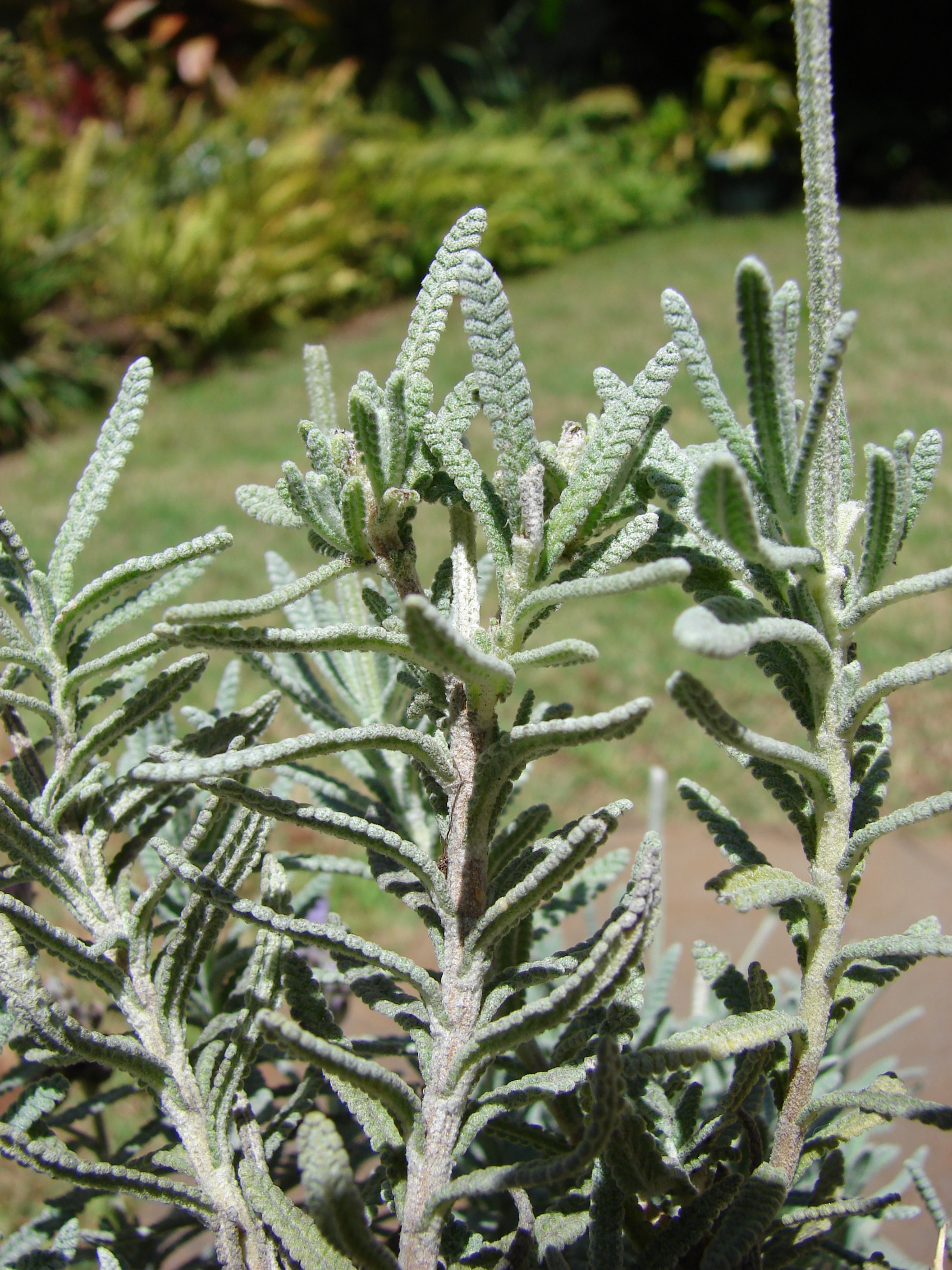